# Dacnis andina meridional
La dacnis andína meridional (Xenodacnis parina) és un ocell de la família dels tràupids (Thraupidae).

## Hàbitat i distribució
Habita zones boscoses i arbustives als Andes del sud del Perú.

## Taxonomia
Fins fa poc s'ha considerat que Xenodacnis parina estava formada per tres subespècies, però dues d'elles han passat a ser incloses a una espècie diferent: Xenodacnis petersi arran del Hoyo et Collar 2006